# Richard-Dehmel-Haus

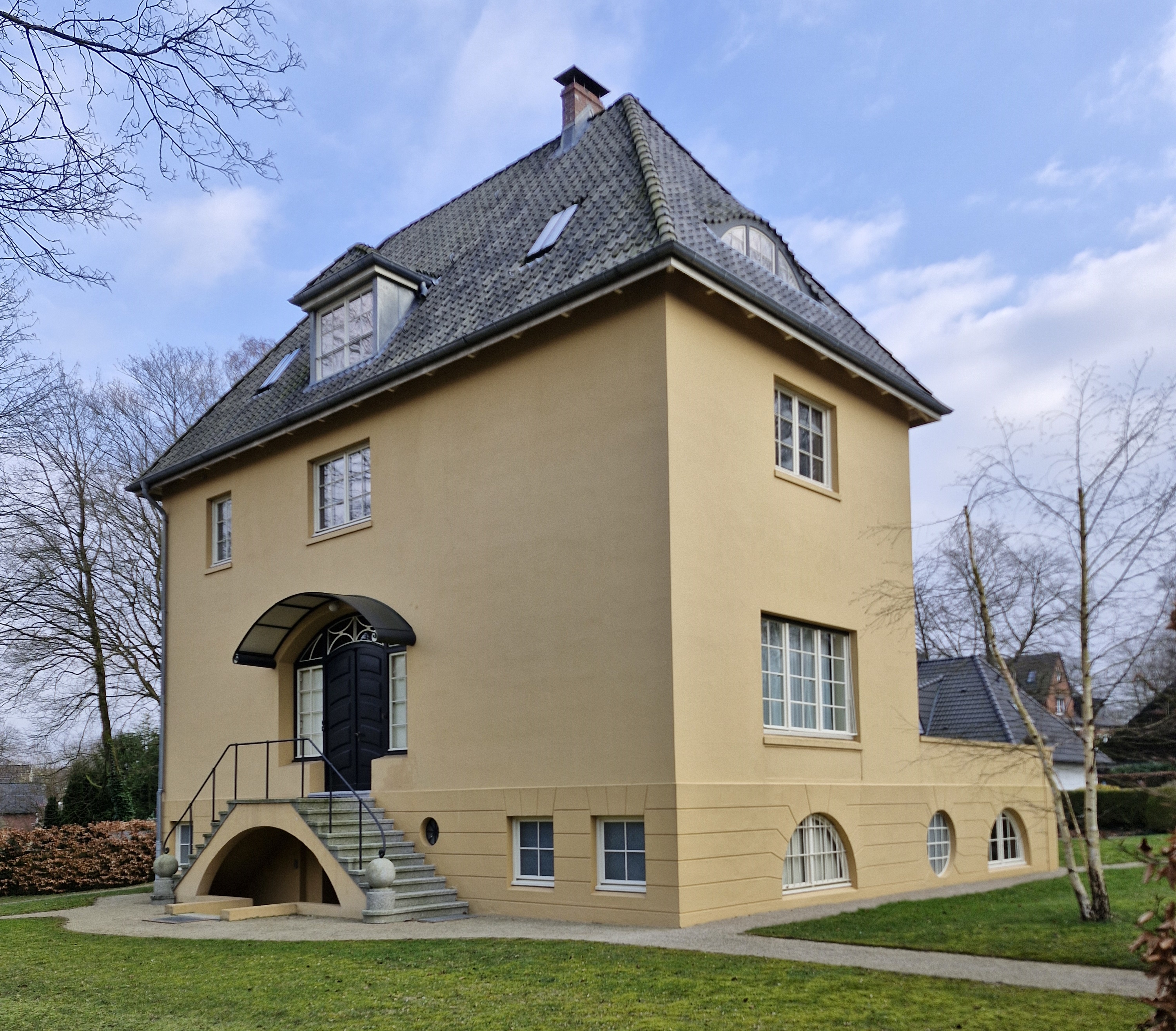
Richard-Dehmel-Haus (2024)

Das Richard-Dehmel-Haus (auch Dehmelhaus) befindet sich in Hamburg-Blankenese, Richard-Dehmel-Straße 1. Der Lyriker Richard Dehmel bezog das vom Hamburger Architekten Walther Baedeker entworfene Gebäude mit seiner Frau Ida 1912. Baedeker baute das Haus auf eigene Kosten, um den drohenden Wegzug des Dichters aus Blankenese zu verhindern. Ein Jahr später schenkten Freunde und Verehrer Richard Dehmel das zunächst zur Miete bewohnte Haus zu seinem 50. Geburtstag.
Im Kontext der Reformarchitektur entstand nach Plänen von Dehmel und Baedeker der hohe, winkelförmige Bau mit steilem Dach und hoher Terrasse, an dessen Südseite sich eine Mädchenskulptur des Wiener Bildhauers Richard Luksch befindet. Anders als in Hamburg üblich bestimmt hier nicht Backstein, sondern ockerfarbener Putz das Erscheinungsbild des Hauses. Richard Dehmel hatte bereits 1901 Möbel entworfen und für das Haus leicht modernisiert. Inspiration fand er bei Künstlern wie Peter Behrens und Henry van de Velde. Emil Orlik entwarf die Tapeten.
Das später leerstehende Haus, dessen letzter Eigentümer Claus Grossner war, wies in Bausubstanz und dem erhalten gebliebenen Mobiliar schwere Beschädigungen auf. Es wurde durch die Gründung der Dehmelhaus Stiftung 2013 zum 150. Geburtstag des Dichters gerettet und die Planung für eine grundlegende denkmalgerechte Instandsetzung möglich. Sie wurde von 2014 bis 2016 vollständig von der Hermann Reemtsma Stiftung finanziert. Eine Besichtigung des Hauses ist für angemeldete Besucher möglich. Das Haus samt Inventar steht unter Denkmalschutz.